# MediaQuest Holdings
 (mai 2017).
Si vous disposez d'ouvrages ou d'articles de référence ou si vous connaissez des sites web de qualité traitant du thème abordé ici, merci de compléter l'article en donnant les références utiles à sa vérifiabilité et en les liant à la section « Notes et références ».
MediaQuest Holdings, Inc. est un conglomérat médiatique appartenant à PLDT. 
Il possède la plupart des établissements de médias tels que TV5 Network (TV5), Nation Broadcasting Corporation (NBC), Cignal, une participation de 51 % dans The Philippine Star, une participation de 70 % dans Business World Publishing Corporation (BusinessWorld), une participation de 30 % dans Unitel Group et une participation de 80 % dans AKTV.

## Histoire
En 2014, MediaQuest a acquis une participation majoritaire de 51 % dans The Philippine Star. La famille Belmonte, propriétaire du journal, a conservé une participation de 21 %, ainsi que la gestion et le contrôle éditorial. Pangilinan a depuis désigné Atty. Ray Espinosa comme nouveau président du conseil d'administration de la société.

## Propriété et exploitation

### Télévision et radio
- TV5 Network, Inc.. (formerly known as Associated Broadcasting Corporation/Associated Broadcasting Company/ABC Development Corporation) (TV5)
- Nation Broadcasting Corporation (NBC)
- GV Broadcasting Systems, Inc. (MediaScape)

### Motion picture
- Unitel Group (30 %)
  - Unitel Productions
  - Straight Shooters

### Publication imprimée
- BusinessWorld (70 %)
- The Philippine Star (51 %)

### Radiodiffusion sportive
- AKTV (80 % détenue par TV5, 20 % de participation minoritaire de Viva Entertainment filiale, Viva Television)